# Liste der Pfarren im Dekanat Deutschkreutz
Das Dekanat Deutschkreutz ist ein Dekanat der römisch-katholischen Diözese Eisenstadt.

## Pfarren mit Kirchengebäuden
| Ort             | Patrozinium            | Kirchengebäude                              | Bild |
| --------------- | ---------------------- | ------------------------------------------- | ---- |
| Deutschkreutz   | Zur Kreuzerhöhung      | Pfarrkirche Deutschkreutz                   |      |
| Horitschon      | Hl. Margareta          | Pfarrkirche Horitschon                      |      |
| Kobersdorf      | Hl. Nikolaus           | Pfarrkirche Kobersdorf                      |      |
| Lackenbach      | Hll. Petrus und Paulus | Pfarrkirche Lackenbach                      |      |
| Neckenmarkt     | Hl. Geist              | Pfarrkirche Neckenmarkt                     |      |
| Raiding         | Hl. Antonius von Padua | Pfarrkirche Raiding                         |      |
| Ritzing         | Hl. Jakobus der Ältere | Pfarrkirche Ritzing Rosalienkapelle Ritzing |      |
| Unterfrauenhaid | Mariä Himmelfahrt      | Pfarr- und Wallfahrtskirche Unterfrauenhaid |      |
| Unterpetersdorf | Hl. Rosalia            | Pfarrkirche Unterpetersdorf                 |      |
| Weppersdorf     | Hl. Dreifaltigkeit     | Pfarrkirche Weppersdorf                     |      |

## Dekanat Deutschkreutz
Das Dekanat umfasst 10 Pfarren.
Siehe auch → Liste der Dekanate der Diözese Eisenstadt